# Сулейман Арслан-хан
Сулейман Арслан-хан (д/н–970) — 6-й каган Караханідської держави в 958—970 роках. Розпочав відкриту війну з Хотанською державою.

## Життєпис
Походив з династії Караханідів. Другий син кагана Сатук Богра-хана. Про нього відомо замало. Ймовірно, брав участь у походах спочатку з батьком, а потім старшим братом Мусою проти сусідніх племен та уйгурської держави Тариму.
У 958 році після загибелі кагана Муси стає новим володарем держави, прийнявши титул арслан-хана. Завершив політику ісламізації, незважаючи на опозицію, яку підтримувала Хотанська держава. Згідно арабських істориків Ібн Мискавейха у і Ібн ал-Ассира в 960 році «200 тисяч наметів невірних (тюрків) прийняли іслам». Імовірно, під словом «тюрки» малися на увазі Караханіди.
З 961 року починається тривала війна з Хотаном, який спирався на підтримку князівства Дуньхуан та імперії Сун. Перебіг подій відомий замало. У 970 році Сулейман зазнав нищівної поразки, внаслідок чого загинув, а столицю Кашгар було захоплено хотанською армією на чолі з раджею Віша Шура. Владу в Караханідській державі розділили небіж Алі Арслан-хан і син Гарун Богра-хан.